# Matthieu Bemba
Matthieu Bemba (Parijs, 4 maart 1988), is een Frans voetballer van Guadeloupese afkomst die speelt voor de Cypriotische club Ermis Aradippou. Voor Ethnikos Achna kwam hij uit voor de Nederlandse Eerste Divisionist FC Emmen.